# Eskelhem
Eskelhem is een plaats in de gemeente, landschap en eiland Gotland en de provincie Gotlands län in Zweden. De plaats heeft 118 inwoners (2005) en een oppervlakte van 45 hectare.